# Håssjön, Ångermanland
Håssjön är en sjö i Sollefteå kommun i Ångermanland och ingår i Ångermanälvens huvudavrinningsområde. Sjön har en area på 0,0998 kvadratkilometer och ligger 202,6 meter över havet.

## Delavrinningsområde
Håssjön ingår i det delavrinningsområde (703160-156320) som SMHI kallar för Utloppet av Håssjön. Medelhöjden är 236 meter över havet och ytan är 1,01 kvadratkilometer. Det finns inga avrinningsområden uppströms utan avrinningsområdet är högsta punkten. Vattendraget som avvattnar avrinningsområdet har biflödesordning 3, vilket innebär att vattnet flödar genom totalt 3 vattendrag innan det når havet efter 73 kilometer. Avrinningsområdet består mestadels av skog (90 procent). Avrinningsområdet har 0,1 kvadratkilometer vattenytor vilket ger det en sjöprocent på 9,8 procent.